# Nuncjatura Apostolska na Madagaskarze
Nuncjatura Apostolska na Madagaskarze – misja dyplomatyczna Stolicy Apostolskiej w Republice Madagaskaru. Siedziba nuncjusza apostolskiego mieści się w Antananarywie.
Nuncjusze apostolscy na Madagaskarze są również akredytowani w Republice Mauritiusu, Republice Seszeli oraz są delegatami apostolskimi na Komorach.

## Historia

### Madagaskar
23 września 1960 papież św. Jan XXIII utworzył Delegaturę Apostolską na Madagaskarze. 9 listopada 1967 papież Paweł VI podniósł ją do rangi nuncjatury apostolskiej.

### Komory
W 1999 papież św. Jan Paweł II utworzył Delegaturę Apostolską na Komorach. Wszyscy przedstawiciele papiescy w tym państwie byli nuncjuszami apostolskimi na Madagaskarze.
Stolica Apostolska i Związek Komorów nie utrzymują stosunków dyplomatycznych.

### Mauritius
W 1970 papież Paweł VI utworzył Nuncjaturę Apostolską na Mauritiusie. Wszyscy przedstawiciele papiescy w tym państwie byli nuncjuszami apostolskimi na Madagaskarze.

### Seszele
W 1985 papież św. Jan Paweł II utworzył Nuncjaturę Apostolską na Seszelach. W latach 1985–1994 pronuncjuszem apostolskim na Seszelach był pronuncjusz apostolski w Kenii. Kolejnymi nuncjuszami w tym państwie byli nuncjusze apostolscy na Madagaskarze.

## Nuncjusze apostolscy na Madagaskarze
w latach 1967 - 1996 z tytułem pronuncjuszy apostolskich
- abp Felice Pirozzi (1960 - 1967) Włoch; delegat apostolski
- abp Paolo Mosconi (1967 - 1969) Włoch
- abp Michele Cecchini (1969 - 1976) Włoch
- abp Sergio Sebastiani (1976 - 1985) Włoch
- abp Agostino Marchetto (1985 - 1990) Włoch
- abp Blasco Francisco Collaço (1991 - 1996) Hindus
- abp Adriano Bernardini (1996 - 1999) Włoch
- abp Bruno Musarò (1999 - 2004) Włoch
- abp Augustine Kasujja (2004 - 2010) Ugandyjczyk
- abp Eugene Nugent (2010 - 2015) Irlandczyk
- abp Paolo Rocco Gualtieri (2015 - 2022) Włoch
- abp Tomasz Grysa (od 2022) Polak